# Ind (geologia)
| System                        | Oddział  | Piętro    | Wiek (mln lat) |
| ----------------------------- | -------- | --------- | -------------- |
| Jura                          | wczesna  | Hettang   | młodsze        |
| Trias                         | Górny    | Retyk     | 201,3–208,5    |
| Trias                         | Górny    | Noryk     | 208,5–227,0    |
| Trias                         | Górny    | Karnik    | 227,0–237,0    |
| Trias                         | Środkowy | Ladyn     | 237,0–242,0    |
| Trias                         | Środkowy | Anizyk    | 242,0–247,2    |
| Trias                         | Dolny    | Olenek    | 247,2–251,2    |
| Trias                         | Dolny    | Ind       | 251,2–251,902  |
| Perm                          | Loping   | Czangsing | starsze        |
| Podział według ICS, luty 2017 |          |           |                |

Ind (ang. Induan)
- w sensie geochronologicznym: pierwszy wiek wczesnego triasu, trwający według przyjmowanego od 2017 roku przez Międzynarodową Komisję Stratygrafii podziału triasu około 0,7 miliona lat (od 251,902 ± 0,024 do 251,2 mln lat temu)[1]. Ind jest młodszy od czangsingu (perm) a starszy od oleneku.

- w sensie chronostratygraficznym: najniższe piętro dolnego triasu, wyższe od czangsingu a niższe od oleneku. Stratotyp dolnej granicy indu, a zarazem międzynarodowy stratotyp granicy perm/trias, znajduje się w Meishan koło Szanghaju (Chiny). Dolna granica opiera się na pierwszym wystąpieniu konodonta Hindeodus parvus (Kozur et Pjatakova, 1976). Odpowiednikiem indu w facji alpejskiej jest seis.

Nazwa piętra (wieku) pochodzi od nazwy rzeki Indus. 

## Fauna indu

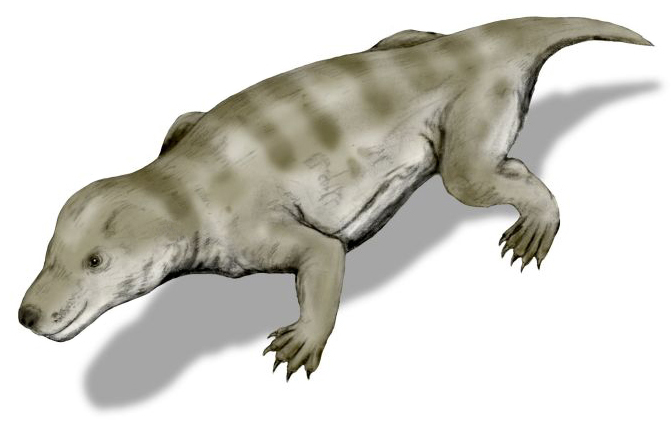
Thrinaxodon liorhinus

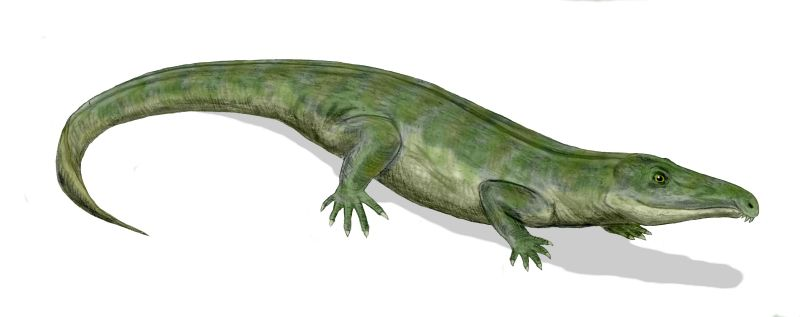
Proterosuchus fergusi

### Terapsydy
- Galesaurus – cynodon
- Trinaksodon – cynodon; RPA, Antarktyda
- Lystrozaur – dicynodon; Antarktyda, Indie, RPA
- Scaloposaurus – terocefal;

### Archozauromorfy
- Proterozuch – Proterosuchidae; RPA
- Prolacerta – RPA, Antarktyda
- Euparkeria – RPA
- Euchambersusia

### Procolophonomorpha
- Procolophon – Procolophonidae; RPA
- Nyctiphruretus – europejska część Rosji

### Temnospondyle
- Wetlugasaurus – Capitosauroidea; północna Rosja

### Konodonty
- Hindeodus: H. parvus – Zhejiang